# Чувидина, Умихана
Умихана Чувидина (босн. Umihana Čuvidina; около 1794, Сараево, — около 1870, Сараево) — боснийская поэтесса османского периода. Она является наиболее ранней боснийской женщиной-автором, чьи работы сохранились до наших дней. Чувидина пела свои стихи и внесла большой вклад в традиционный жанр боснийской народной музыки, севдалинки.

## Биография
Чувидина родилась около 1794 года в Сараево (столице современная Босния и Герцеговина), в то время входившем в Османскую империю, в семье босняков, которая содержала ресторан, а позднее выращивала и продавала арбузы. Чувидина выросла в Хриде, квартале Сараево, расположенном на левом берегу реки Миляцка.
В 1813 году Чувидина была помолвлена с молодым человеком по имени Муйо Чамджи-байрактар, который погиб в качества солдат императорской армии Али-паши Деренделии во время подавления сербского восстания начала XIX века. Он был убит недалеко от небольшого городка Лозница, недалеко от реки Дрина. Поражённая смертью жениха Чувидина решила никогда не выходить замуж и начала писать стихи о своем возлюбленном и его соратниках.
В течение трёх лет после смерти Муйо Умихана не покидала пределы двора своего дома. На четвёртый год она сама  обрезала себе все волосы в знак вечного траура по умершей любви и привязала их к забору во дворе. Об этом сообщается в её стихах.
Единственная полная поэма, которую можно без сомнения отнести к авторству Чувидины, — это 79-стихотворный эпос под названием «Сараевцы идут на войну против Сербии» (босн. Sarajlije iđu na vojsku protiv Srbije), написанный на аребице.
Умихана Чувидина дожила до глубокой старости и умерла около 1870 года. Она была похоронена по мусульманскому обычаю в неизвестном месте в Сараево, «под рощей на скале».

## Память
В 1970 году в сараевском районе Боляков-Поток была открыта школа, названная в её честь (Umihana Čuvidina Osnovna Škola). 26 сентября 1992 несколько её учеников было убитами сербами в ходе Боснийской войны. Три месяца спустя, 16 декабря, еще трое учащихся этой школы были убиты сербским снарядом, а несколько других получили ранения во время игры в школьном дворе. Эти инциденты были частью осады Сараево, которая продолжалась почти четыре года.
Дом, в котором она родилась, на «улице Муджезинова» в Старом граде Сараево с годами пришёл в полный упадок. Жители неоднократно просили власти города оплатить установку мемориальной доски, посвящённой Чувидине, на доме, где она когда-то жила. Но это не приносило результата до 2011 года, когда город Сараево выделил 80 000 боснийских конвертируемых марок для восстановления улицы и дома.
В сентябре 2012 года боснийская актриса Нада Джуревска объявила, что она и ее коллега Адмир Гламочак планируют создать монодраму об Умихане Чувидине. Джуревска заявила, что годами собирала сведения о жизни загадочной поэтессы.

## Частичная библиография
Данные работы были созданы приблизительно в 1810-х и 1820-х годах:
- Čamdži Mujo i lijepa Uma[11]
- Sarajlije iđu na vojsku protiv Srbije
- Žal za Čamdži Mujom